# Vassili Súrikov
Vassili Ivànovitx Súrikov (rus: Василий Иванович Суриков, 24 de gener de 1848, Krasnoiarsk, Sibèria - 19 de març de 1916, Moscou) fou un dels pintors russos més famosos.
Les seves obres més destacades versen sobre temes històrics relacionats amb Rússia.

## Biografia
Súrikov va néixer el 24 de gener de 1848 a Krasnoiarsk, Sibèria. L'any 1869 va entrar a estudiar a l'Acadèmia Imperial de les Arts, sota la supervisió de Pàvel Txistiakov i on va romandre tres anys. Es va traslladar a Moscou l'any 1877, on va pintar alguns frescs en la Catedral del Crist Salvador original.
Es va casar l'any 1878 amb Ielizavete Avgustovne Xare (1858-1888; neta del decembrista Piotr Svistunov. L'any 1881 es va unir al moviment Peredvíjniki Des de 1893 va ser membre de ple dret de l'Acadèmia de les Arts de Sant Petersburg.
Va morir el 19 de març de 1916, sent enterrat en el cementiri Vagánkovskooe, a Moscou.

## Obra

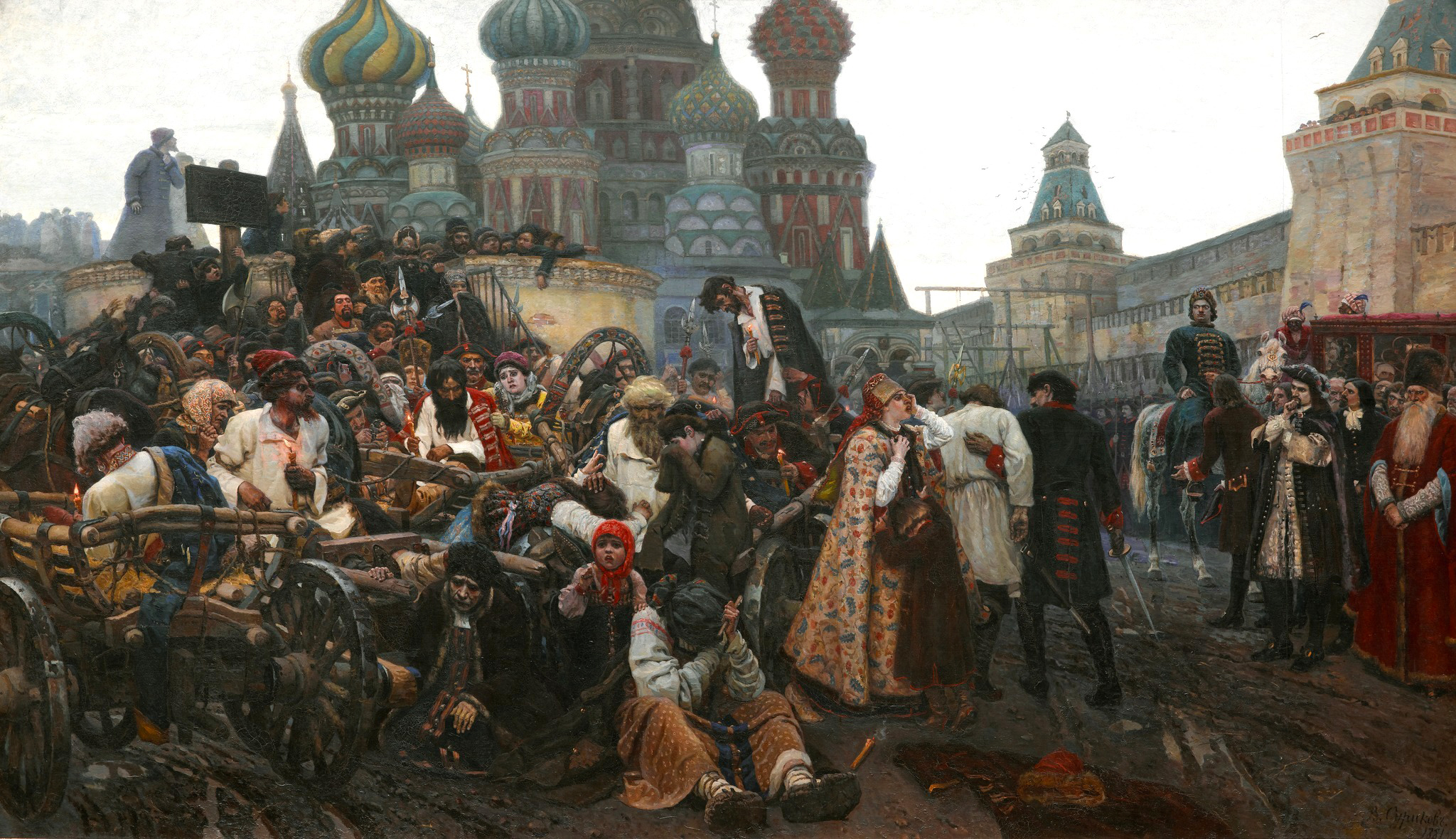
Execució dels Streltsí
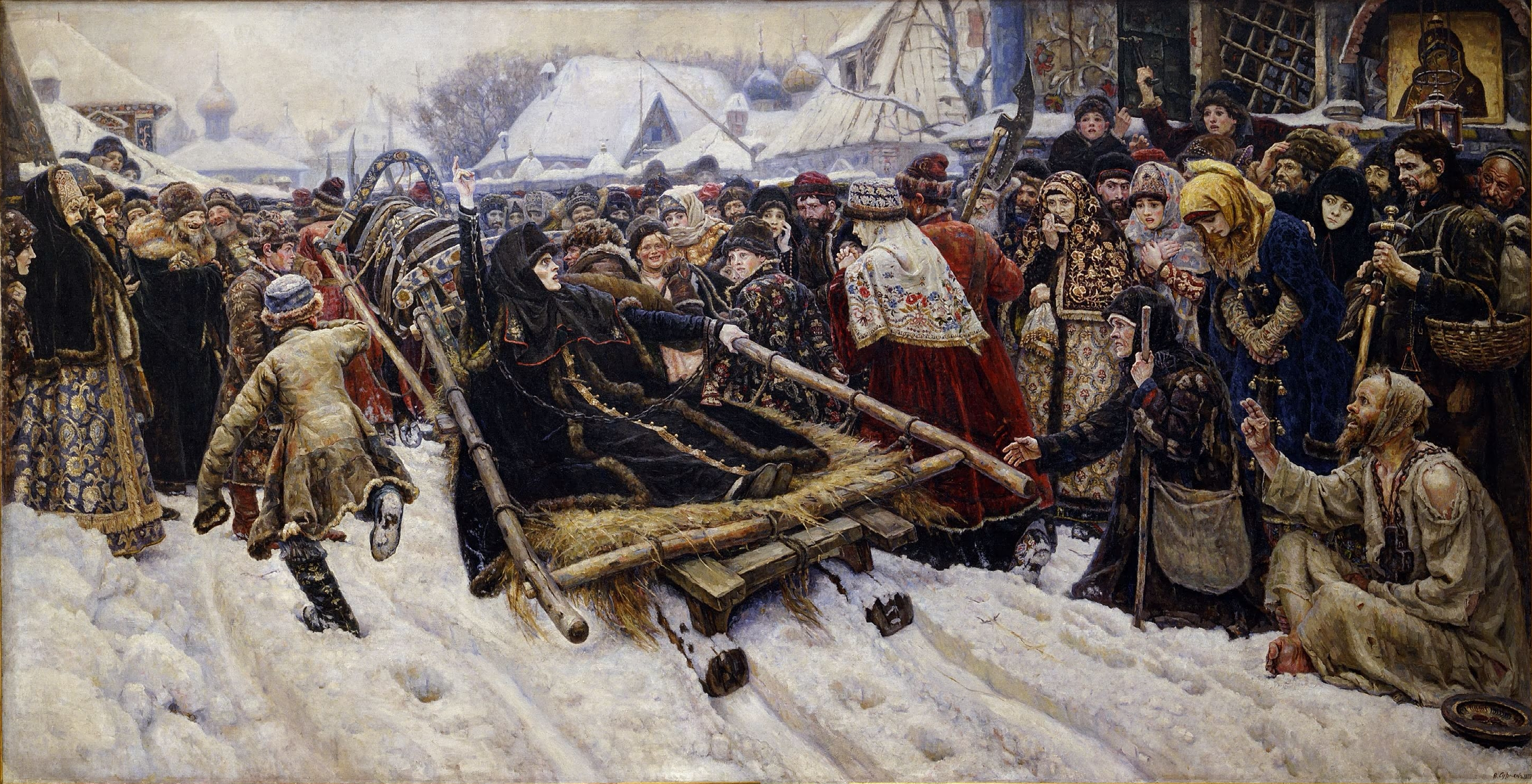
La boiarda Morózova
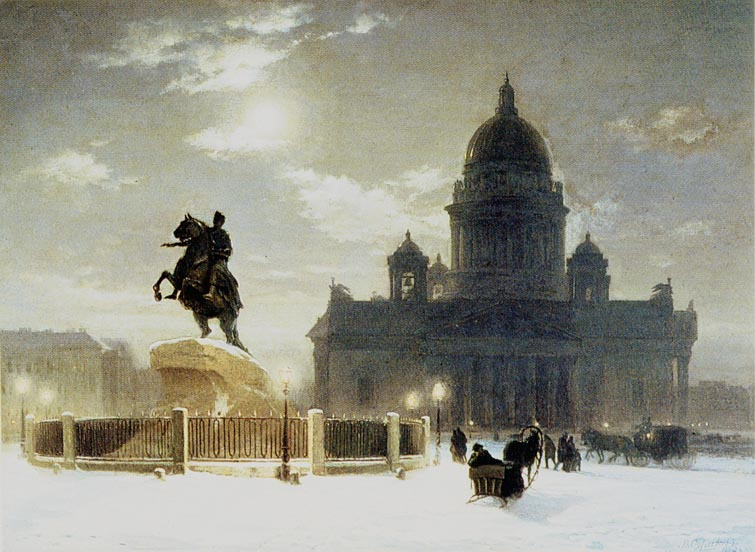
El genet de bronze
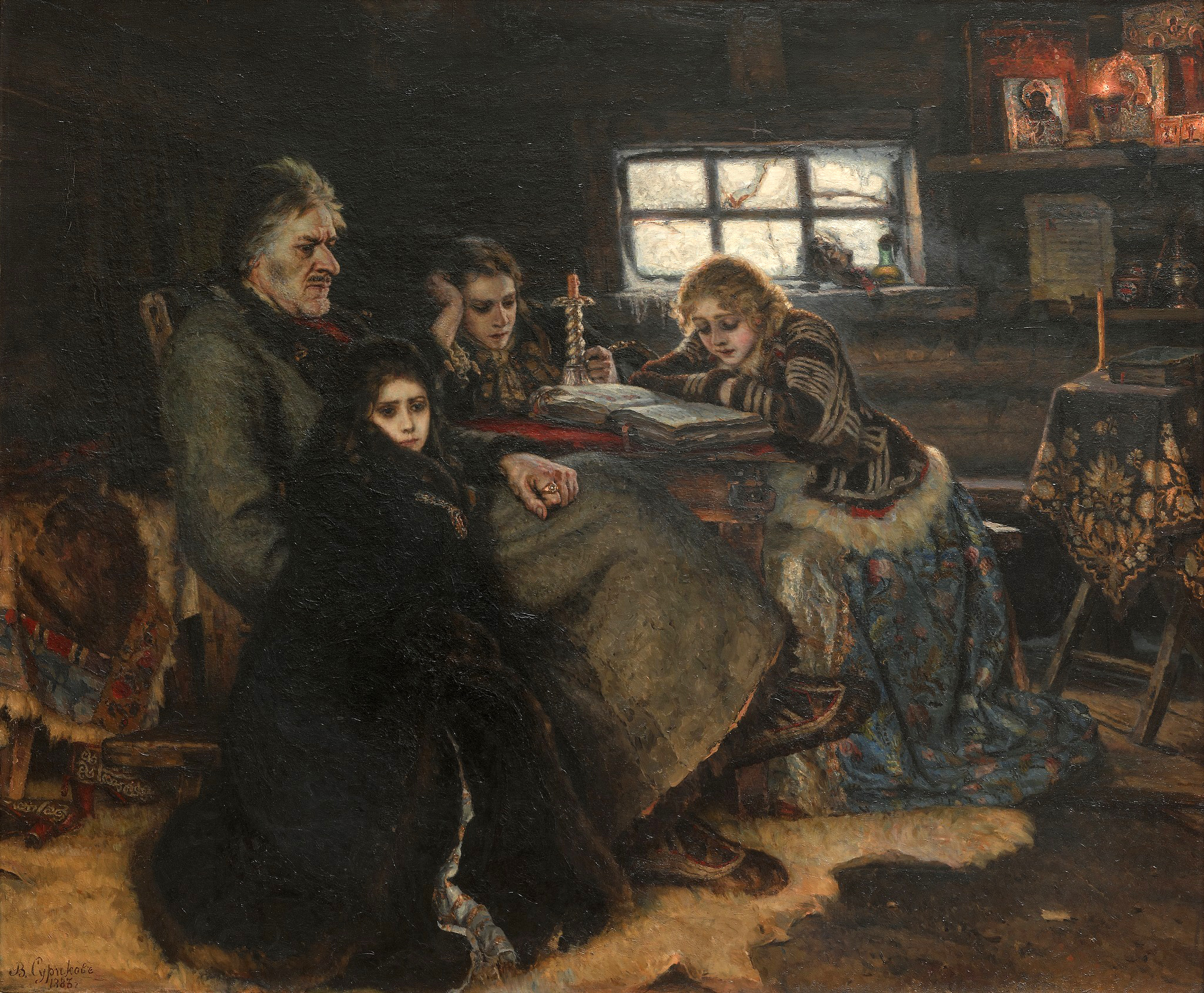
Ménxikov a Beriózovo
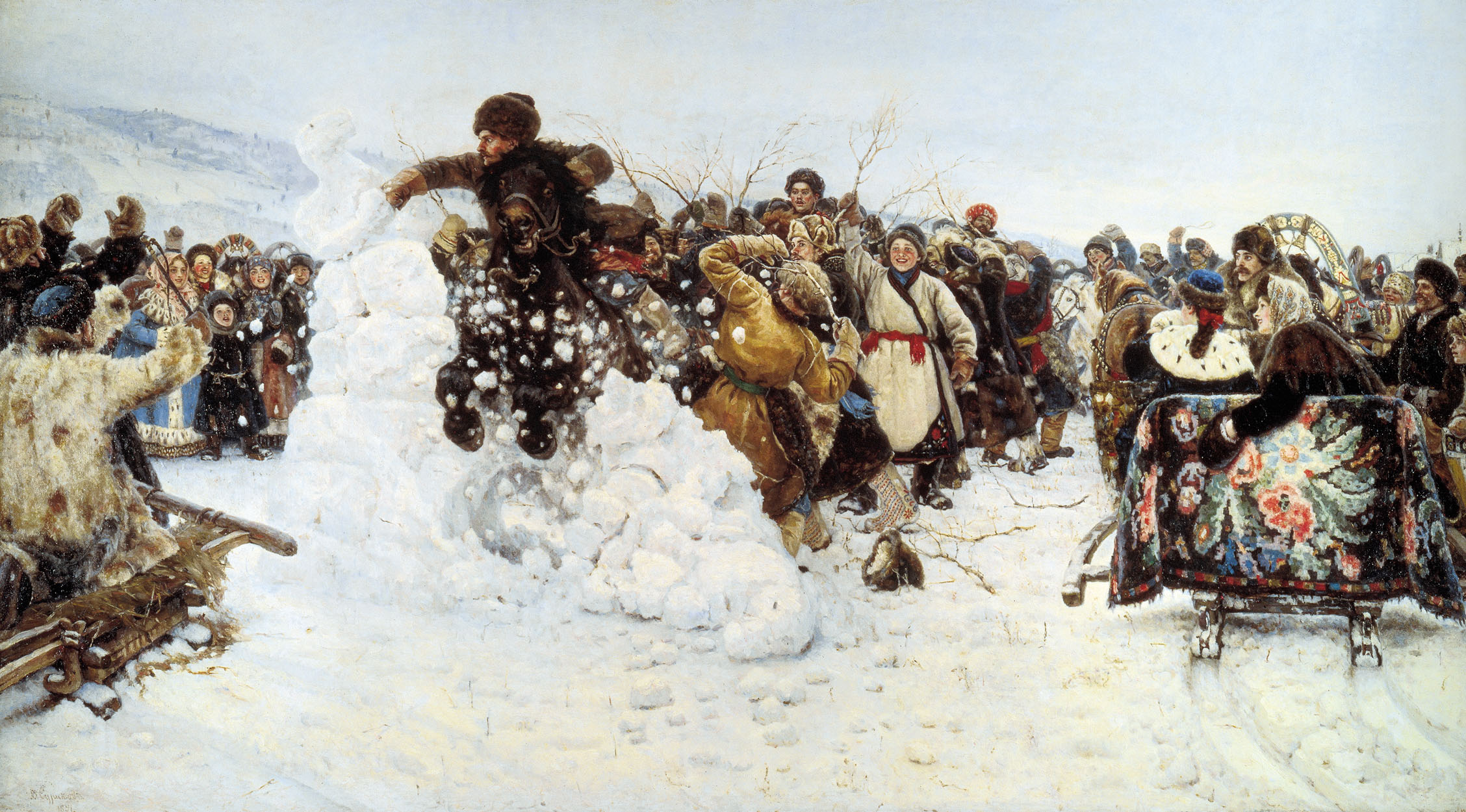
Presa del fort de neu
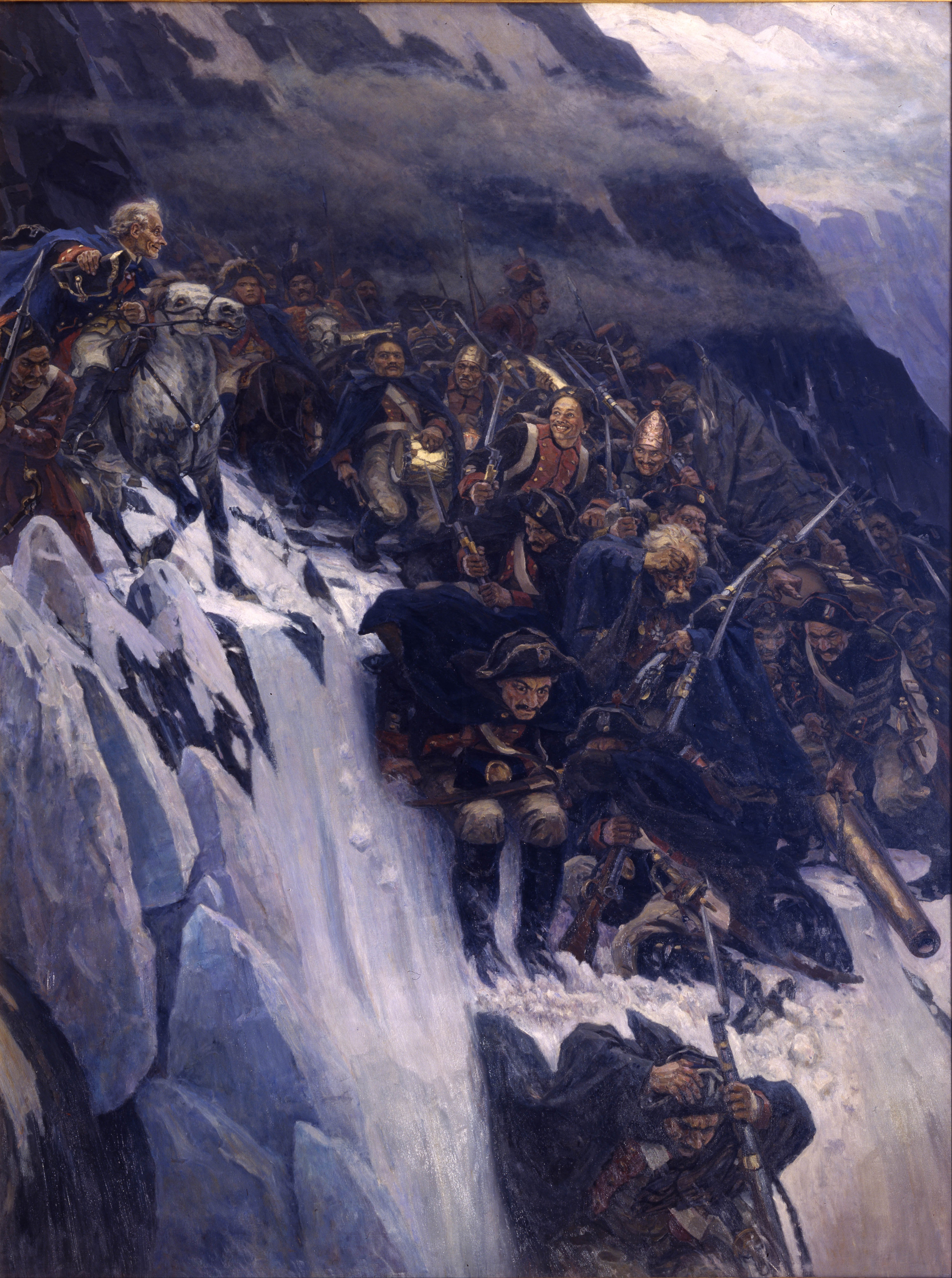
Pas de Suvórov pels Alps
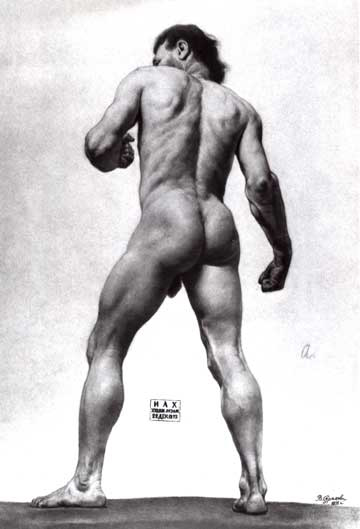
Home
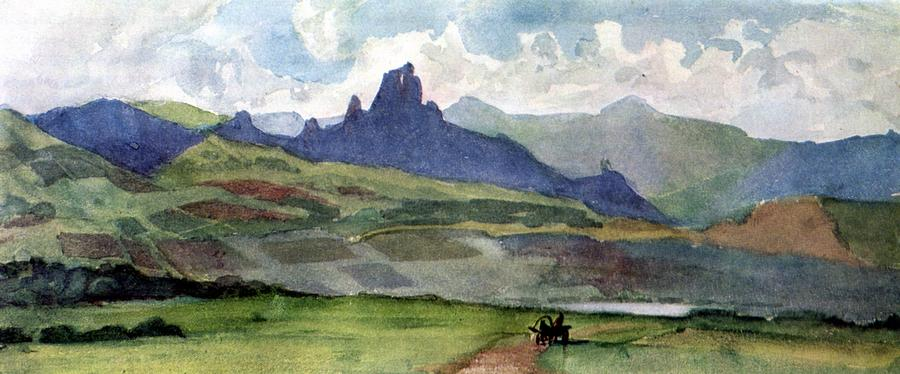
Estepa prop de Minusinsk
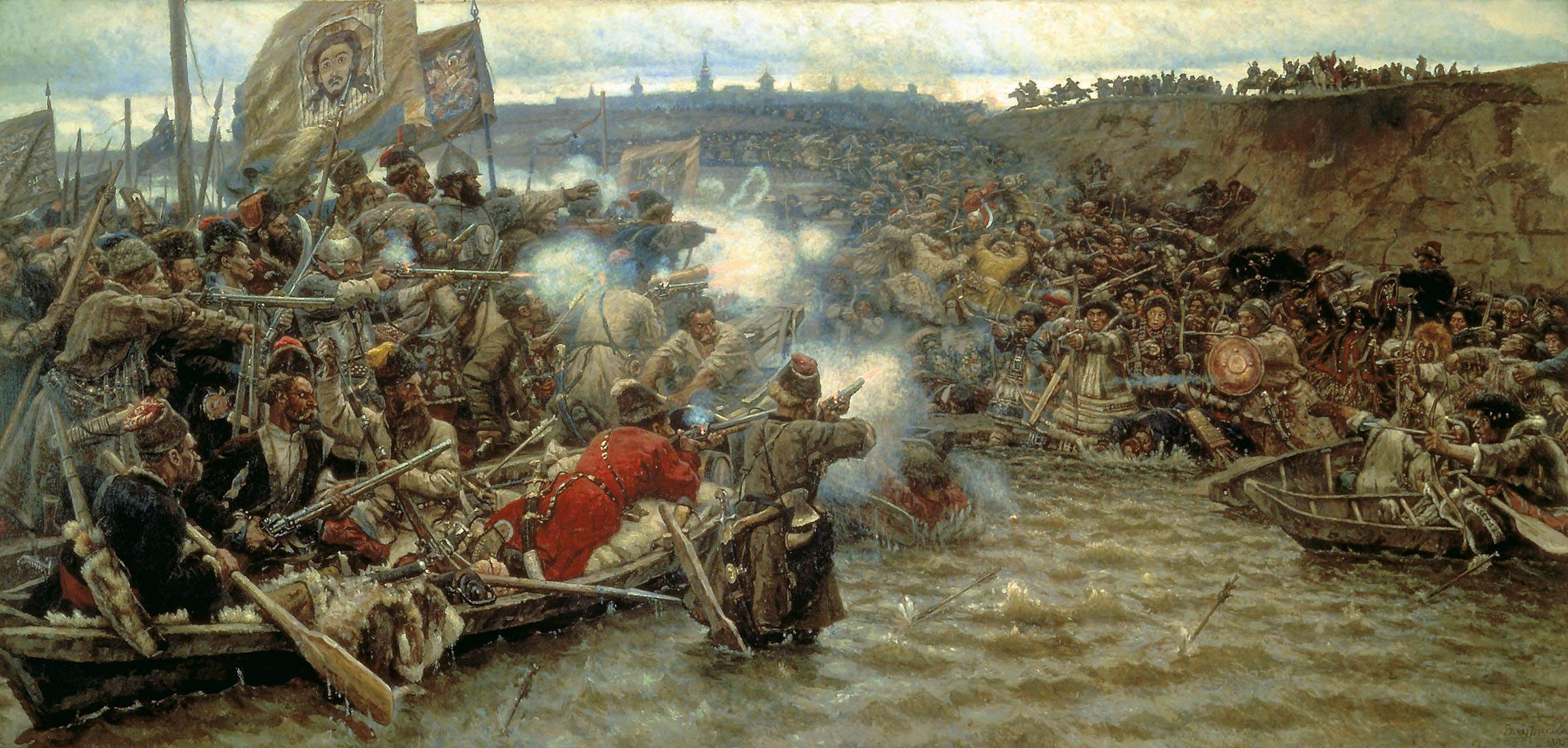
La conquesta de Sibèria per Iermak